# Mercedes-Benz M-klasse
Mercedes-Benz M-klassen er den første SUV fra Mercedes-Benz. Bilen blev første gang introduceret i 1997 som type W163. Typisk for SUV'er har M-klassen en høj tilladt påhængsvægt, så modellen frem for alt egner sig til at trække tunge anhængere, som f.eks. hestetrailere i ridesport.
M-klassen er siden 1997 blevet bygget som den første Mercedes-Benz-model af Mercedes-Benz U.S. International i Vance ved Tuscaloosa (Alabama/USA). Betegnelsen "M" er imidlertid blevet beskyttet af BMW til deres sportsmodeller, hvorfor modellen sælges under betegnelsen "ML" (f.eks. ML 320).
Den første generation blev i 2005 afløst af efterfølgeren W164.
Den i dag aktuelle model (W166) blev præsenteret for offentligheden den 7. juni 2011 og kom på markedet i Tyskland den 19. november 2011.
Fra 1997 til april 2011 blev der samlet set solgt 1.170.000 M-klasse-biler til kunderne.

## Modeller i M-klassen
- W163 (1997–2005)
- W164 (2005–2011)
- W166 (2011−)